# Lopesia conspicua
Lopesia conspicua är en tvåvingeart som beskrevs av Maia 2003. Lopesia conspicua ingår i släktet Lopesia och familjen gallmyggor. Inga underarter finns listade i Catalogue of Life.